# Storträsket (Nederkalix socken, Norrbotten)
Storträsket är en sjö i Kalix kommun i Norrbotten och ingår i Sangisälvens huvudavrinningsområde. Sjön har en area på 1,87 kvadratkilometer och ligger 20 meter över havet. Sjön avvattnas av vattendraget Sågbäcken.

## Delavrinningsområde
Storträsket ingår i det delavrinningsområde (733136-185384) som SMHI kallar för Utloppet av Storträsket. Medelhöjden är 27 meter över havet och ytan är 8,06 kvadratkilometer. Det finns inga avrinningsområden uppströms utan avrinningsområdet är högsta punkten. Sågbäcken som avvattnar avrinningsområdet har biflödesordning 2, vilket innebär att vattnet flödar genom totalt 2 vattendrag innan det når havet efter 14 kilometer. Avrinningsområdet består mestadels av skog (59 procent) och sankmarker (11 procent). Avrinningsområdet har 1,86 kvadratkilometer vattenytor vilket ger det en sjöprocent på 23,1 procent.